# Plouégat-Moysan
Plouégat-Moysan (bretonisch Plegad-Moezan) ist eine französische Gemeinde mit 720 Einwohnern (Stand 1. Januar 2022) im Département Finistère.

## Lage
Der Ort befindet sich im Norden der Bretagne. Morlaix liegt 15 Kilometer westlich, Brest 66 Kilometer westlich und Paris etwa 440 Kilometer östlich (Angaben in Luftlinie).

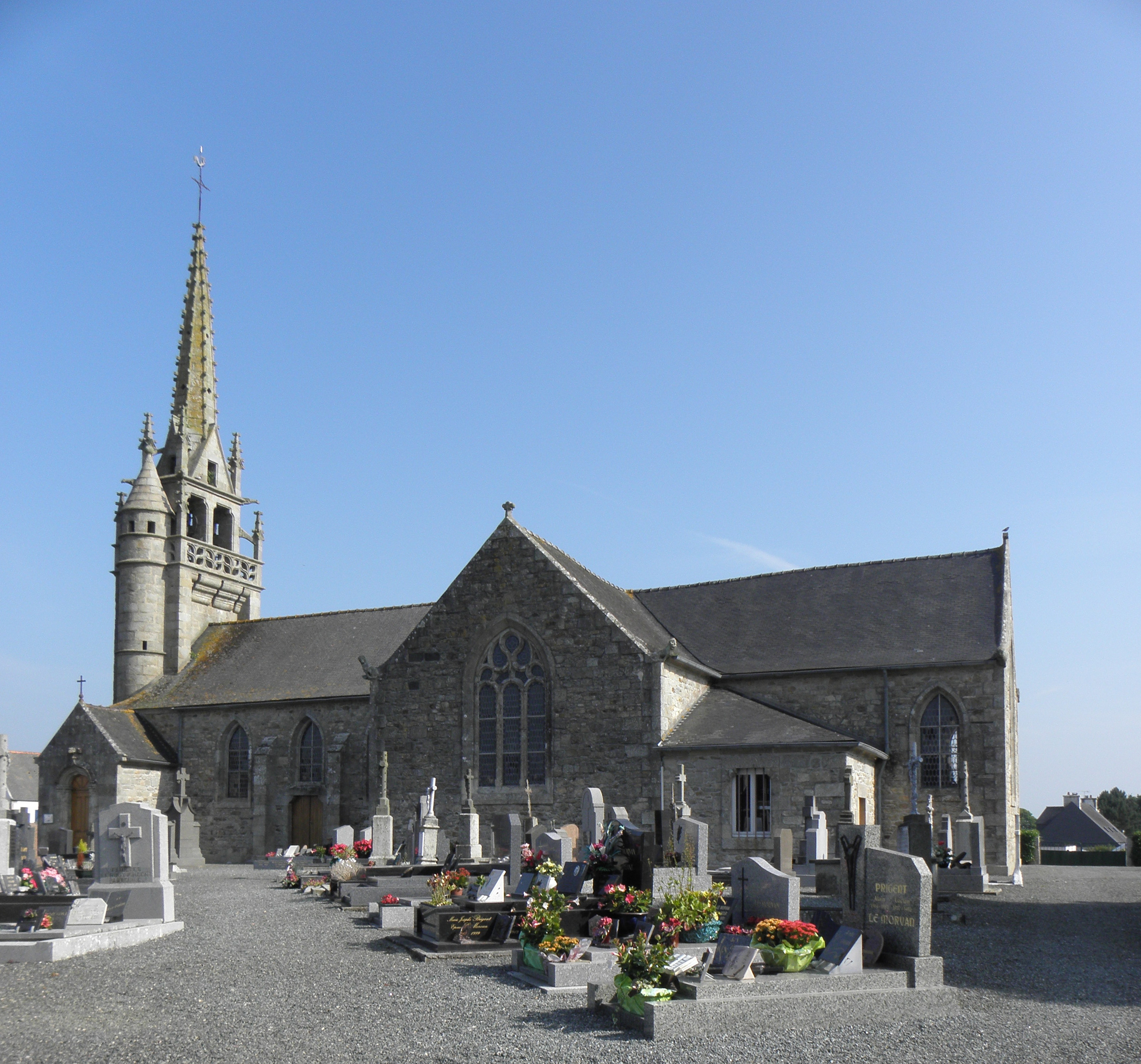
Kirche Saint-Pierre

## Verkehr
In unmittelbarer Nähe befindet sich die nächste Abfahrt an der Schnellstraße E 50 (Brest-Rennes) und bei Plouigneau und Plouaret Regionalbahnhöfe an der überwiegend parallel verlaufenden Bahnlinie. Der Bahnhof von Brest ist Endpunkt des TGV Atlantique nach Paris und bei Brest befindet sich der Regionalflughafen Aéroport de Brest Bretagne.

## Bevölkerungsentwicklung
| Jahr                       | 1962 | 1968 | 1975 | 1982 | 1990 | 1999 | 2006 | 2016 |
| Einwohner                  | 507  | 543  | 500  | 480  | 501  | 545  | 609  | 716  |
| Quellen: Cassini und INSEE |      |      |      |      |      |      |      |      |